# Hydropsyche vulpina
Hydropsyche vulpina is een schietmot uit de familie Hydropsychidae. De soort komt voor in het Palearctisch gebied.